# トレイボン・ロビンソン
トレイボン・アンドリュー・ドウェイン・ロビンソン（Trayvon Andrew Dwayne　Robinson, 1987年9月1日 - ）は、アメリカ合衆国・カリフォルニア州ロサンゼルス出身の元プロ野球選手（外野手）。右投両打。

## 経歴

### プロ入り前
ロサンゼルスでも特に犯罪の多い地域として知られるサウスセントラル地区出身。母親は、ロビンソンが悪い道に進まないように、できるだけスポーツをやらせるようにした。MLBによるインナーシティでの野球復興プログラム「Reviving Baseball in Inner Cities（RBI）」で指導を受け、かつてダリル・ストロベリーを輩出したクレンショー高校に進学した。9年生の時には住んでいたアパートがギャングの銃撃戦に巻き込まれ、ロビンソンとその家族は運よく難を逃れたが、友人の1人が負傷した。それ以来、学校へは野球部のコーチが車で送り迎えするようになった。

### プロ入りとドジャース傘下時代
2005年のドラフト10巡目（全体316位）でロサンゼルス・ドジャースに入団。
2009年はA+級インランド・エンパイア・シクサーズで117試合に出場し、打率.306、15本塁打、50打点、43盗塁を記録した。シーズン終了後にメジャー契約を結んで40人枠入りした。
2010年はAA級チャタヌーガ・ルックアウツで120試合に出場して、打率.300、9本塁打、57打点、38盗塁を記録した。シーズン終了後はアリゾナ・フォールリーグでもプレーした。
2011年はAAA級アルバカーキ・アイソトープスで開幕を迎え、後述の移籍まで100試合に出場して打率.293、26本塁打、71打点を記録。

### マリナーズ時代
2011年7月31日に、エリック・ベダードをボストン・レッドソックスに送る三角トレードによってシアトル・マリナーズに移籍した。8月5日のロサンゼルス・エンゼルス・オブ・アナハイム戦でメジャーデビュー。この年はメジャー44試合に出場して2本塁打を放った。
2012年はメジャー46試合に出場。

### マリナーズ退団後
2012年11月20日にロバート・アンディーノとのトレードでボルチモア・オリオールズに移籍した。
2013年は、傘下AAAのノーフォーク・タイズでプレーしたが、メジャー昇格の機会はなかった。オフの11月5日にFAとなった。
2014年1月22日に古巣のロサンゼルス・ドジャースとマイナー契約を結んだ。AAA級アルバカーキで117試合に出場したが、打率.235、6本塁打、30打点、11盗塁という成績に終わり、この年もメジャー昇格の機会はなく、オフにFAとなった。またシーズン終了後はベネズエラのウィンターリーグであるリーガ・ベネソラーナ・デ・ベイスボル・プロフェシオナルに参加しレオネス・デル・カラカスでプレーした。12月15日にサンディエゴ・パドレスとマイナー契約を結んだが、2015年4月2日のシーズン開幕前に自由契約となった。
2015年4月13日に、独立リーグであるアトランティックリーグのロングアイランド・ダックスと契約を結んだ事が発表されたが、20日にアリゾナ・ダイヤモンドバックスと契約を結び、ロングアイランド・ダックスを退団した事が発表された。6月22日に解雇となり、7月2日にデトロイト・タイガースとマイナー契約を結んだ。11月6日に自由契約となり、オフはベネズエラのウィンターリーグでプレー。
2016年2月23日にアトランティックリーグのサマセット・ペイトリオッツと契約。7月23日にトレードでランカスター・バーンストーマーズに移籍、2018年までの3シーズン所属した。
2019年3月16日にピッツバーグ・パイレーツとマイナー契約を結び、AAA級インディアナポリス・インディアンズに配属された。92試合に出場して打率.297、7本塁打、36打点を記録したが、11月4日にFAとなった。
2020年2月25日にシカゴ・ホワイトソックスとマイナー契約を結び、AAA級シャーロット・ナイツに配属となったが、新型コロナウイルスの感染拡大によりマイナーリーグが開催されなかったため、試合に出場することがないまま7月13日にFAとなった。
2021年4月15日にアトランティックリーグのランカスター・バーンストーマーズに3シーズンぶりに復帰した。この年は94試合に出場し、打率.235、8本塁打、46打点、12盗塁を記録した。2022年は88試合に出場して打率.287、9本塁打、51打点を記録した。2023年は96試合に出場し、9本塁打、52打点、8盗塁を記録した。
2024年もランカスターと契約を結んだが、この年から打撃コーチとの兼任となった。試合出場はわずか4試合にとどまり、打率.077、1打点、1盗塁という成績に終わった。

### 現役引退後
2025年より、ランカスター・ストーマーズの専任打撃コーチとなった。

## 詳細情報

### 年度別打撃成績
| 年 度     | 球 団     | 試 合 | 打 席 | 打 数 | 得 点 | 安 打 | 二 塁 打 | 三 塁 打 | 本 塁 打 | 塁 打 | 打 点 | 盗 塁 | 盗 塁 死 | 犠 打 | 犠 飛 | 四 球 | 敬 遠 | 死 球 | 三 振 | 併 殺 打 | 打 率 | 出 塁 率 | 長 打 率 | O P S |
| --------- | --------- | ----- | ----- | ----- | ----- | ----- | -------- | -------- | -------- | ----- | ----- | ----- | -------- | ----- | ----- | ----- | ----- | ----- | ----- | -------- | ----- | -------- | -------- | ----- |
| 2011      | SEA       | 44    | 155   | 143   | 12    | 30    | 12       | 0        | 2        | 48    | 14    | 1     | 0        | 3     | 1     | 8     | 0     | 0     | 61    | 1        | .210  | .250     | .336     | .586  |
| 2012      | SEA       | 46    | 164   | 145   | 16    | 32    | 4        | 1        | 3        | 47    | 12    | 6     | 3        | 4     | 0     | 14    | 1     | 1     | 43    | 2        | .221  | .294     | .324     | .618  |
| 通算：2年 | 通算：2年 | 90    | 319   | 288   | 28    | 62    | 16       | 1        | 5        | 95    | 26    | 7     | 3        | 7     | 1     | 22    | 1     | 1     | 104   | 3        | .215  | .272     | .330     | .602  |

### 背番号
- 12 (2011 - 2012年)